# Kamenný Most (Slowakei)
Kamenný Most, ungarisch Kőhidgyarmat (bis 1948 slowakisch „Kamenné Ďarmoty“) ist eine Gemeinde im Westen der Slowakei mit 1032 Einwohnern (Stand 31. Dezember 2024), die zum Okres Nové Zámky, einem Kreis des Nitriansky kraj gehört.

## Geographie

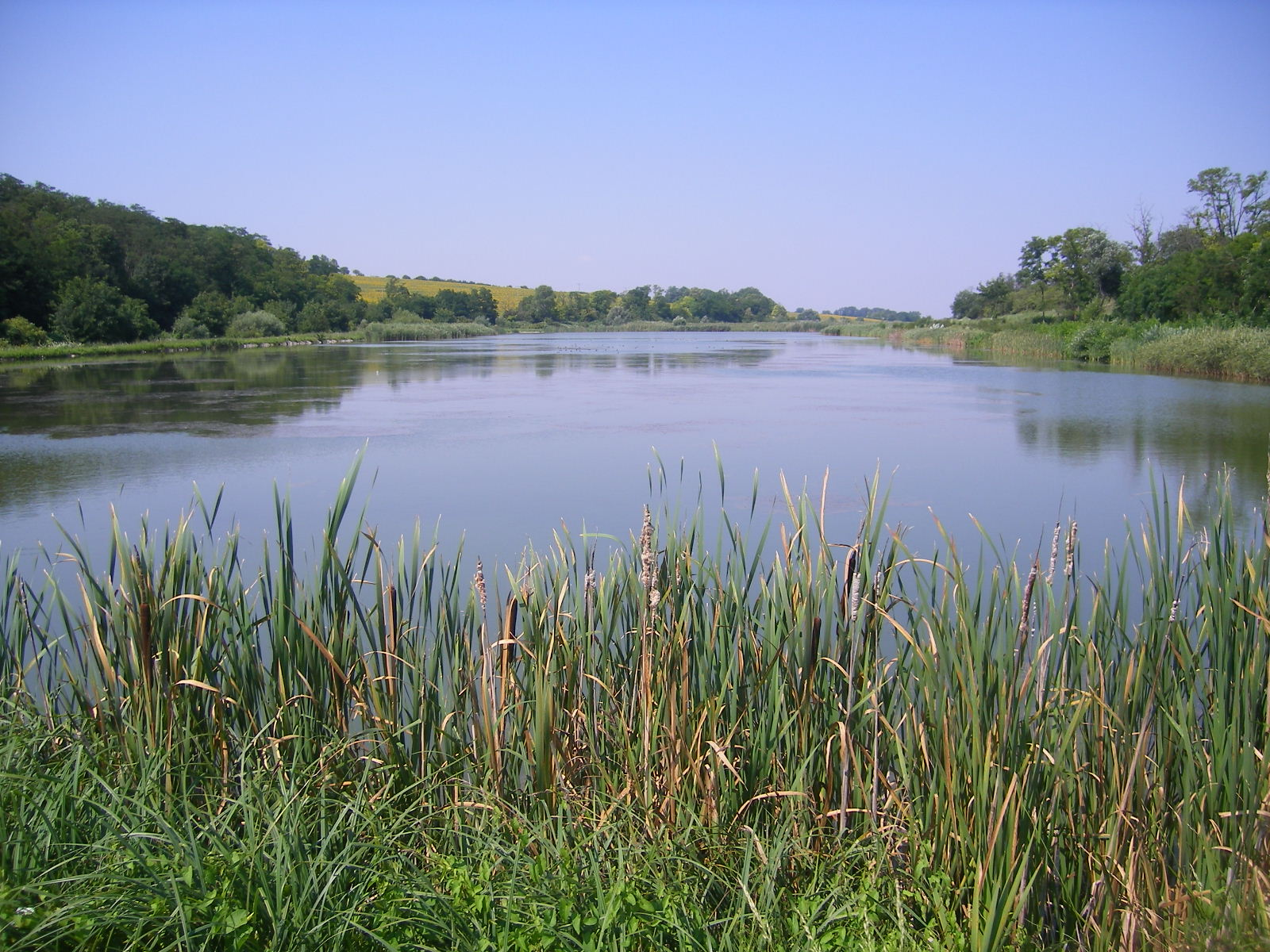
Teiche um den Bach Paríž

Die Gemeinde befindet sich im slowakischen Donauhügelland, genauer im Unterteil Ipeľská pahorkatina, am rechten Ufer des Hron. Unweit des Ortes fließt der Bach Paríž in den Hron, der seinerseits wenige Kilometer flussabwärts in die Donau mündet. Das Ortszentrum liegt auf einer Höhe von 112 m n.m. und ist acht Kilometer von Štúrovo sowie 45 Kilometer von Nové Zámky entfernt.

## Geschichte

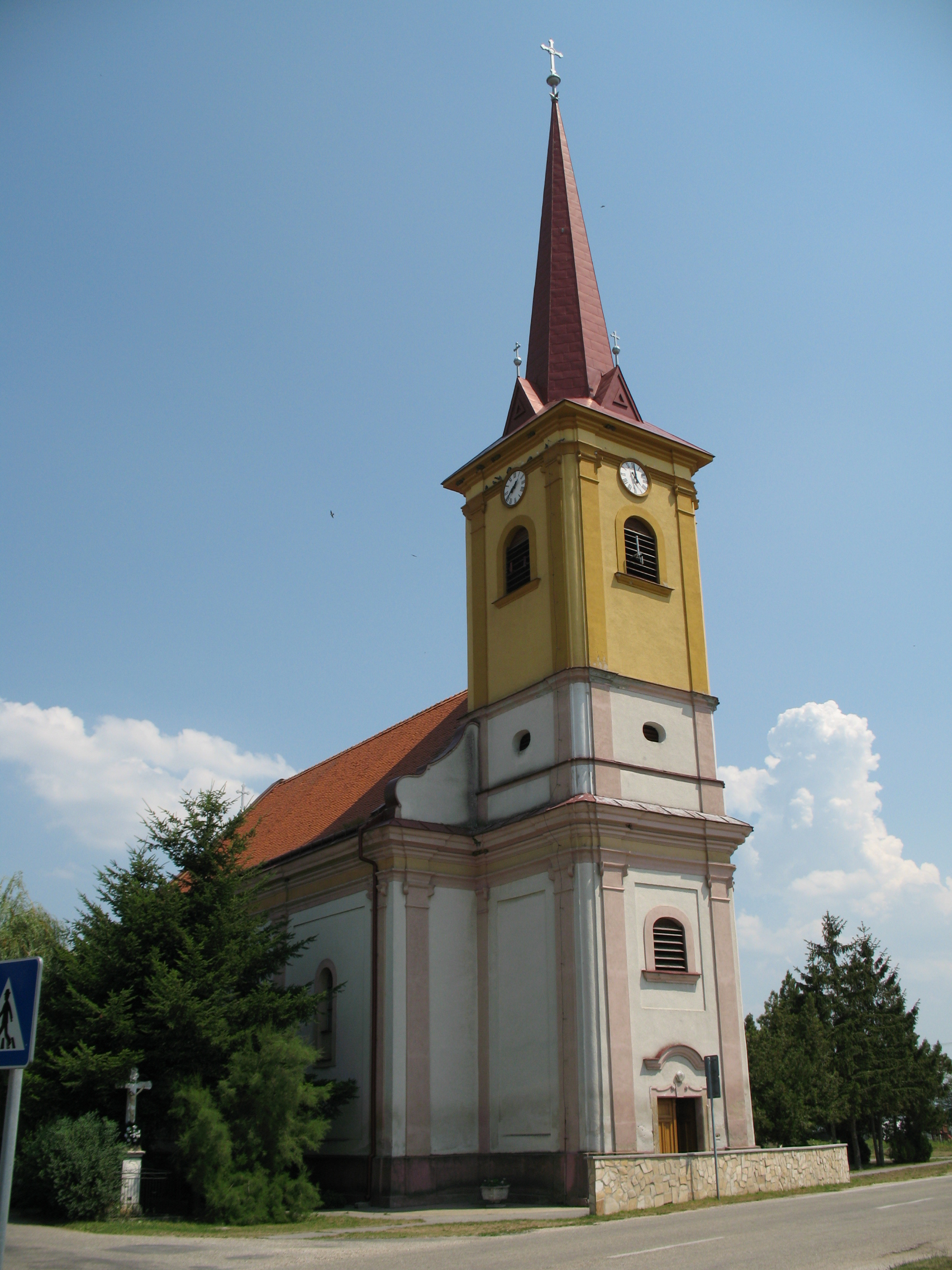
Kirche im Ort

Der Ort wurde zum ersten Mal 1271 als Gormoth schriftlich erwähnt. Der Name weist auf eine mittelalterliche Steinbrücke über den Hron hin, die das Erzbistum Gran bauen ließ und anschließend Maut einhob. Heute erinnert neben dem Namen noch das Gemeindewappen an die Brücke. Während der Türkenkriege im 17. Jahrhundert lag der Ort im vom Osmanischen Reich besetzten Gebiet. 1828 sind 103 Häuser und 773 Einwohner verzeichnet.
Bis 1919 gehörte der im Komitat Gran liegende Ort zum Königreich Ungarn und kam danach zur Tschechoslowakei. Auf Grund des Ersten Wiener Schiedsspruchs lag er 1938–1945 noch einmal in Ungarn.

## Bevölkerung
| Jahr                | 1994 | 2004    | 2014    | 2024    |
| ------------------- | ---- | ------- | ------- | ------- |
| Anzahl der Personen | 1068 | 1044    | 1047    | 1032    |
| Unterschied         |      | −2,24 % | +0,28 % | −1,43 % |

| Jahr                | 2023 | 2024    |
| ------------------- | ---- | ------- |
| Anzahl der Personen | 1036 | 1032    |
| Unterschied         |      | −0,38 % |

Ergebnisse nach der Volkszählung 2001 (1034 Einwohner):
| Nach Ethnie: - 90,04 % Magyaren - 8,80 % Slowaken - 0,68 % Zigeuner - 0,48 % Tschechen | Nach Konfession: - 95,16 % römisch-katholisch - 1,35 % konfessionslos - 0,68 % evangelisch - 0,10 % keine Angabe |

## Sehenswürdigkeiten
- römisch-katholische Mauritiuskirche im barocken Stil von 1746